# اريك دوبوز
اريك دوبوز (بالإنجليزية: Eric DuBose)‏ هو لاعب كرة قاعدة أمريكي، ولد في 15 مايو 1976 في برادنتون في الولايات المتحدة.

## وصلات خارجية
- اريك دوبوز على موقعبيزبول رفرنس.كوم (الدوري الرئيسي) (الإنجليزية)
- اريك دوبوز على موقعبيزبول رفرنس.كوم (الدوري الثانوي) (الإنجليزية)